# Javier Nart
Javier Nart Peñalver (Laredo, 19 de agosto de 1947) es un abogado, político, antiguo corresponsal de guerra y escritor español. Desde 2014 hasta 2024 fue diputado al Parlamento Europeo dentro del grupo Renovar Europa.

## Biografía
Aunque nació en la localidad de Laredo, desde niño residió en Bilbao. Se trasladó a Barcelona en 1965. Su padre era notario.

### Carrera periodística
Su trayectoria profesional pasa en primer lugar por su etapa como corresponsal de guerra, entre 1977 y 1984, en las zonas más conflictivas del planeta: Nicaragua, Yemen, Zimbabue, Líbano, Palestina, Camboya, Laos, Irán, Irak y Chad, entre otras.
Nart entrevistó y conoció a personas que participaron en la mayoría de los conflictos mundiales importantes entre 1977 y 1992. También cubrió la Revolución Nicaragüense que llevó al derrocamiento del dictador Anastasio Somoza en 1979 por el Frente Sandinista de Liberación Nacional. Según explica, fue de guerra en guerra y tomó fotografías que ayudaron a la comprensión internacional de estos conflictos. Desarrolló una relación particularmente fuerte con los palestinos y las fuerzas de resistencia de Fatah. Según Nart, merecen una vida mejor que la que tienen actualmente bajo la ocupación israelí, aunque no tiene reparos en criticar a algunos de los líderes de Fatah.
Como fotógrafo, algunas de las fotografías de Nart aparecieron en los principales periódicos como Newsweek. Una de las fotografías que tomó, según explica en una entrevista con Pablo Iglesias, fue la de un niño muerto con su madre sosteniendo 10 dólares para comprar algunos suministros. Se arrepiente de haber publicado esta fotografía. Habla de la barbarie de la guerra, que cuando las imágenes se muestran al público, pueden hacer que pierdan el apoyo a una guerra que antes les gustaba, como la guerra de Vietnam. Está muy preocupado por los drones a control remoto que hacen que las bajas graves parezcan un videojuego. Deshumaniza los sufrimientos reales de la guerra.
Posteriormente se convierte en promotor y relator de la Comisión de Juristas españoles en los territorios ocupados en Palestina, y asume el cargo de asesor en temas de política internacional en la Presidencia del Gobierno y en el Ministerio de Asuntos Exteriores entre 1984 y 1988. 
Presente en televisión en España desde finales de los años 80, ha participado en espacios de debate y tertulia en distintas cadenas de televisión. Se inició en esta modalidad de periodismo televisado con el programa de TVE Tribunal popular (1989-1991), en el que semanalmente se simulaba un juicio contra una causa de especial actualidad, y en el que Javier Nart asumía el papel de fiscal frente a Ricardo Fernández Deu que ejercía como abogado defensor.
Posteriormente presentó el programa divulgativo La Ley del Jurado (1994) también en TVE y participó en el espacio de debate Moros y cristianos (1997-2001) de Telecinco, en Al descubierto (2001), de Antena 3 o en la tertulia política del programa de María Teresa Campos en Telecinco Día a día (2000-2004). Otros espacios en los que ha participado son: Audiencia Pública (2000), Crónicas marcianas o Panorama de actualidad. En radio participa en la tertulia de Protagonistas de Luis del Olmo desde los años noventa. Ha tenido también apariciones televisivas en el debate de Telemadrid, Madrid Opina (2007-2010), en El gato al agua de Intereconomía TV, donde fue contertulio desde 2008, y también el programa de Antena 3 Espejo público desde 2010 en ambos casos hasta su elección como europarlamentario. Participa en un programa del canal de televisión Cuatro como contertulio, concretamente en Todo es Mentira.

### Carrera política

#### PSP y PSOE
Enraizado ideológicamente en el socialismo democrático, durante la Transición fue secretario general del Partido Socialista Popular Catalán (PSPC), rama del Partido Socialista Popular. Tras la incorporación del Partido Socialista Popular al PSOE se afilió a este partido, abandonándolo a principios de la década de 1990 por rechazo a los escándalos que afectaron al Gobierno socialista de la época.
Desde hace años es cónsul honorario de la República del Chad en España, país del que recibió condecoración. Esta condición le permitió desempeñar un papel decisivo en la liberación de los tripulantes detenidos en ese país por el caso de la ONG francesa El Arca de Zoé en noviembre de 2007.

#### Ciudadanos-Partido de la Ciudadanía
En las elecciones autonómicas de Cataluña de 2012 cerraba lista por la circunscripción de Barcelona del partido Ciudadanos-Partido de la Ciudadanía. El 22 de febrero de 2014 fue elegido en primarias para encabezar la candidatura de Ciudadanos a las elecciones europeas de ese año.  Al conseguir este partido dos escaños, Javier Nart es desde entonces eurodiputado. Ha ejercido como uno de los vicepresidentes del Grupo de la Alianza de los Liberales y Demócratas por Europa (ALDE) en la legislatura 2014-2019 de la eurocámara. Renovó su escaño en el Parlamento Europeo en las elecciones europeas de mayo de 2019, a las que concurrió como número 5 de la lista de Cs. El 24 de junio de 2019 presentó su dimisión como miembro de la ejecutiva de Cs, después de la votación en la que la dirección se reafirmó en el veto a la negociación con el PSOE.
En septiembre de 2019 anunció a través de un comunicado que dejaba de mantener su condición de afiliado en Cs, aunque mantendría el escaño de diputado en el Parlamento Europeo, «defendiendo el programa de Cs» con el que la formación se presentó a las elecciones europeas de 2019.

#### Diputado al Parlamento Europeo (2014–2024)
El 22 de febrero de 2014 Nart fue elegido en primarias para encabezar la candidatura de Ciudadanos para las elecciones europeas de ese año. Posteriormente fue elegido miembro del Parlamento Europeo.  En el Parlamento, se desempeñó como vicepresidente del grupo Alianza de los Demócratas y Liberales por Europa. También ha sido miembro de la Comisión de Asuntos Exteriores y de su Subcomisión de Seguridad y Defensa. Además de sus funciones en comisiones, ha formado parte de las delegaciones del Parlamento en la Asamblea Parlamentaria Paritaria ACP-UE (2014-2019) y en la Asamblea Parlamentaria Euro-Latinoamericana (desde 2019). 
Nart renovó su escaño en el Parlamento Europeo en las elecciones europeas de 2019, quedando 5º en la lista Cs. El 24 de junio de 2019 Nart renunció a su cargo de miembro del comité nacional del Cs, tras una votación en la que este último reafirmó en su veto negociar con el PSOE.
Meses después, en septiembre de 2019, Nart comunicó al partido la cancelación de su afiliación, aunque se mantendría como eurodiputado, defendiendo la plataforma que el partido presentó de cara a las elecciones de 2019.  Explicó que abandonó el partido por el "absoluto desacuerdo con establecer una alianza única subjetiva (con el PP) y objetiva (con Vox)".
Nart encabezó la misión de observación de la Unión Europea durante las elecciones generales de Ghana de 2020. 
Se presentó a las elecciones al Parlamento Europeo de 2024 por la lista de Ciudadanos como independiente no obteniendo escaño.

## Posiciones
Nart es muy partidario de una Europa unida y considera que la Unión Europea es una necesidad. Al igual que otros parlamentarios de Ciudadanos, le gusta la idea de avanzar hacia unos Estados Unidos de Europa. La integración europea también implica una política exterior y de defensa alineada con la OTAN. Nart cree que un proyecto europeo que garantice a los Estados miembros la paz, la democracia y el bienestar social es demasiado importante como para permitir que los euroescépticos se salgan con la suya.
En una carta conjunta con otros 15 eurodiputados de varios grupos políticos, Nart instó al alto representante de la Unión para Asuntos Exteriores y Política de Seguridad, Josep Borrell, a principios de 2021 a sustituir al embajador de la Unión Europea en Cuba por supuestamente ponerse del lado de la dirección comunista del país.

## Publicaciones
Ha publicado varios libros, en especial sobre sus viajes y corresponsalías de guerra. 
El primer libro de Nart, Viaje al otro Brasil: del Mato Grosso a la Amazonia y al nordeste Atlántico, fue publicado en 2002. A diferencia de la mayoría de su obra, no tiene como tema la guerra, sino que es una guía turística para ver partes de Brasil que muchos turistas que se adhieren a puntos de acceso como São Paulo o Río de Janeiro no visitan. ¡Sálvese quien pueda! Mis historias e historias de guerra salió en 2003. Fue escrito para que sus hijos conocieran sus experiencias en la guerra. Las guerras de las que informó mostraron lo bárbaros que pueden ser los humanos, pero también, lo contrario, lo heroicos que pueden ser. Las escenas que presenció fueron tan horribles que Nart no pudo hablar con su familia durante días después de su regreso a España.
Nart publicó tres libros en 2007: Guerrilleros. El pueblo español en armas contra Napoleón, 1808-1814 es una historia de la resistencia a Napoleón y a su hermano José instalado como rey de España. También sacó dos Viajes más, Viaje al Mekong. Cabalgando el dragón por Tailandia, Laos, Camboya y Vietnam y Viaje al desierto: de Kano a El Cairo.
Nart publicó en el verano de 2016 su más reciente libro, Nunca la nada fue tanto, que busca explicar por qué participó en tantos conflictos. La respuesta de Nart fue "que es un deber material, no sólo moral, restar una parte de injusticia, de dolor, de miseria. Que la vida sin libertad y sin justicia, o sin luchar por ellas, se convierte en movimiento inútil". Su compromiso con la justicia es uno de los hechos definitorios de su vida. En este libro criticó con frecuencia a los guerrilleros entre los que vivía, que a menudo eran neutrales a su presencia. Sin embargo, Nart reconoció la necesidad de la lucha armada contra la oligarquía somocista en Nicaragua. 

### Libros publicados
- Viaje al otro Brasil: del Mato Grosso a la Amazonia y al nordeste Atlántico (2002).
- ¡Sálvese quien pueda! Mis historias e histerias de guerra (2003).
- Guerrilleros. El pueblo español en armas contra Napoleón, 1808-1814 (2007).
- Viaje al Mekong. Cabalgando el dragón por Tailandia, Laos, Camboya y Vietnam (2007).
- Viaje al desierto: de Kano a El Cairo (2007).
- Nunca la nada fue tanto (2016).

## Polémicas

### Cuenta en Suiza
Según indicó el propio Javier Nart en una entrevista de La 8, su padre abrió una cuenta en Suiza para mantener su dinero a salvo de ETA, que le exigía el pago del impuesto revolucionario. Javier Nart también declara que, años más tarde, repatrió todo el dinero heredado de esta cuenta suiza. Por otra parte, Nart ha reconocido haber recibido en 2008 "por error" 31 000 € de Félix Millet en su cuenta de un banco suizo, por lo que fue relacionado con el caso Palau.